# Appiano Gentile
Appiano Gentile là một đô thị ở tỉnh Como trong vùng Lombardia, có cự ly khoảng 35 km về phía tây bắc của Milano và khoảng 12 km về phía tây nam của Como. Vào 30 June 2007, đô thị này có dân số 7.355 người và diện tích là 12,9 km².
Appiano Gentile giáp các đô thị: Beregazzo con Figliaro, Bulgarograsso, Carbonate, Castelnuovo Bozzente, Guanzate, Lurago Marinone, Lurate Caccivio, Oltrona di San Mamette, Tradate, Veniano.